# Chantuja
Chanteuges és un municipi francès situat al departament de l'Alt Loira i a la regió d'Alvèrnia-Roine-Alps. L'any 2007 tenia 412 habitants.

## Demografia

### Població
El 2007 la població de fet de Chanteuges era de 412 persones. Hi havia 184 famílies de les quals 56 eren unipersonals (32 homes vivint sols i 24 dones vivint soles), 68 parelles sense fills, 48 parelles amb fills i 12 famílies monoparentals amb fills.
La població ha evolucionat segons el següent gràfic:
Habitants censats

### Habitatges
El 2007 hi havia 343 habitatges, 187 eren l'habitatge principal de la família, 105 eren segones residències i 51 estaven desocupats. 314 eren cases i 25 eren apartaments. Dels 187 habitatges principals, 150 estaven ocupats pels seus propietaris, 32 estaven llogats i ocupats pels llogaters i 5 estaven cedits a títol gratuït; 4 tenien dues cambres, 34 en tenien tres, 62 en tenien quatre i 87 en tenien cinc o més. 113 habitatges disposaven pel capbaix d'una plaça de pàrquing. A 81 habitatges hi havia un automòbil i a 85 n'hi havia dos o més.

### Piràmide de població
La piràmide de població per edats i sexe el 2009 era:
| Homes | Edats   | Dones |
| ----- | ------- | ----- |
| 0     | 95 o +  | 4     |
| 0     | 90 a 94 | 4     |
| 8     | 85 a 89 | 8     |
| 0     | 80 a 84 | 0     |
| 8     | 75 a 79 | 12    |
| 12    | 70 a 74 | 4     |
| 8     | 65 a 69 | 12    |
| 8     | 60 a 64 | 4     |
| 20    | 55 a 59 | 4     |
| 0     | 50 a 54 | 20    |
| 28    | 45 a 49 | 8     |
| 24    | 40 a 44 | 16    |
| 20    | 35 a 39 | 12    |
| 4     | 30 a 34 | 20    |
| 16    | 25 a 29 | 16    |
| 16    | 20 a 24 | 4     |
| 0     | 15 a 19 | 4     |
| 8     | 10 a 14 | 16    |
| 4     | 5 a 9   | 16    |
| 8     | 0 a 4   | 24    |

## Economia
El 2007 la població en edat de treballar era de 255 persones, 202 eren actives i 53 eren inactives. De les 202 persones actives 182 estaven ocupades (100 homes i 82 dones) i 20 estaven aturades (7 homes i 13 dones). De les 53 persones inactives 26 estaven jubilades, 10 estaven estudiant i 17 estaven classificades com a «altres inactius».

### Ingressos
El 2009 a Chanteuges hi havia 194 unitats fiscals que integraven 437,5 persones, la mediana anual d'ingressos fiscals per persona era de 14.110 €.

### Activitats econòmiques
Dels 23 establiments que hi havia el 2007, 3 eren d'empreses alimentàries, 3 d'empreses de fabricació d'altres productes industrials, 5 d'empreses de construcció, 3 d'empreses de comerç i reparació d'automòbils, 1 d'una empresa de transport, 5 d'empreses d'hostatgeria i restauració i 3 d'empreses de serveis.
Dels 7 establiments de servei als particulars que hi havia el 2009, 2 eren paletes, 1 fusteria, 1 electricista, 1 empresa de construcció i 2 restaurants.
L'únic establiment comercial que hi havia el 2009 era una fleca.
L'any 2000 a Chanteuges hi havia 23 explotacions agrícoles que ocupaven un total de 513 hectàrees.

## Poblacions més properes
El següent diagrama mostra les poblacions més properes.